# Castello di Macconago
Il castello di Macconago è un edificio difensivo di origine medievale situato nell'antico Borgo di Macconago, località del comune di Milano nei pressi della Fondazione Prada, all'interno dell'Oasi Mirasole.

## Storia
La storia del castello di Macconago risale agli anni '30 del Trecento quando venne eretta in loco per la prima volta una struttura difensiva di pianta quadrata, completata negli anni '40 del medesimo secolo con la costruzione di una serie di torri di avvistamento. La struttura venne affidata in castellania alla famiglia Pusterla (di cui ancora oggi si possono ammirare gli stemmi posti presso i due ingressi principali sul fronte e sul retro), la quale però cadde in disgrazia presso i Visconti, i quali requisirono definitivamente il castello, affidandolo in seguito alla famiglia Vimercati, passando poi alla famiglia Calchi, ai Marliani, ai Ferrario, ai Tarlaini, ai Greppi ed ai Gavana, attuali proprietari della struttura.

## Struttura
La struttura del castello, con la tipica pianta quadrata, presenta torri di avvistamento e camminamenti merlati che pure hanno subito diverse trasformazioni ed ampliamenti nel corso dei secoli. Il castello è organizzato in tutto su tre piani, di cui l'unico originario del Trecento è posto nel seminterrato, essendo quello meno alterato dagli interventi successivi.
All'interno, la struttura conserva tracce di graffiti di epoca rinascimentale. Al pian terreno sono presente inoltre delle scuderie d'epoca. Di fronte al castello si trova anche una chiesa risalente al XVIII secolo.